# Mändjala
Mändjala är en ort i Estland. Den ligger i Kaarma kommun och landskapet Saaremaa (Ösel), i den västra delen av landet, 200 km sydväst om huvudstaden Tallinn. Mändjala ligger 6 meter över havet och antalet invånare är 161. Den ligger på ön Ösel.
Terrängen runt Mändjala är platt. Havet är nära Mändjala åt sydost.  Närmaste större samhälle är Arensburg, 11,0 km öster om Mändjala.